# Roland Jahn

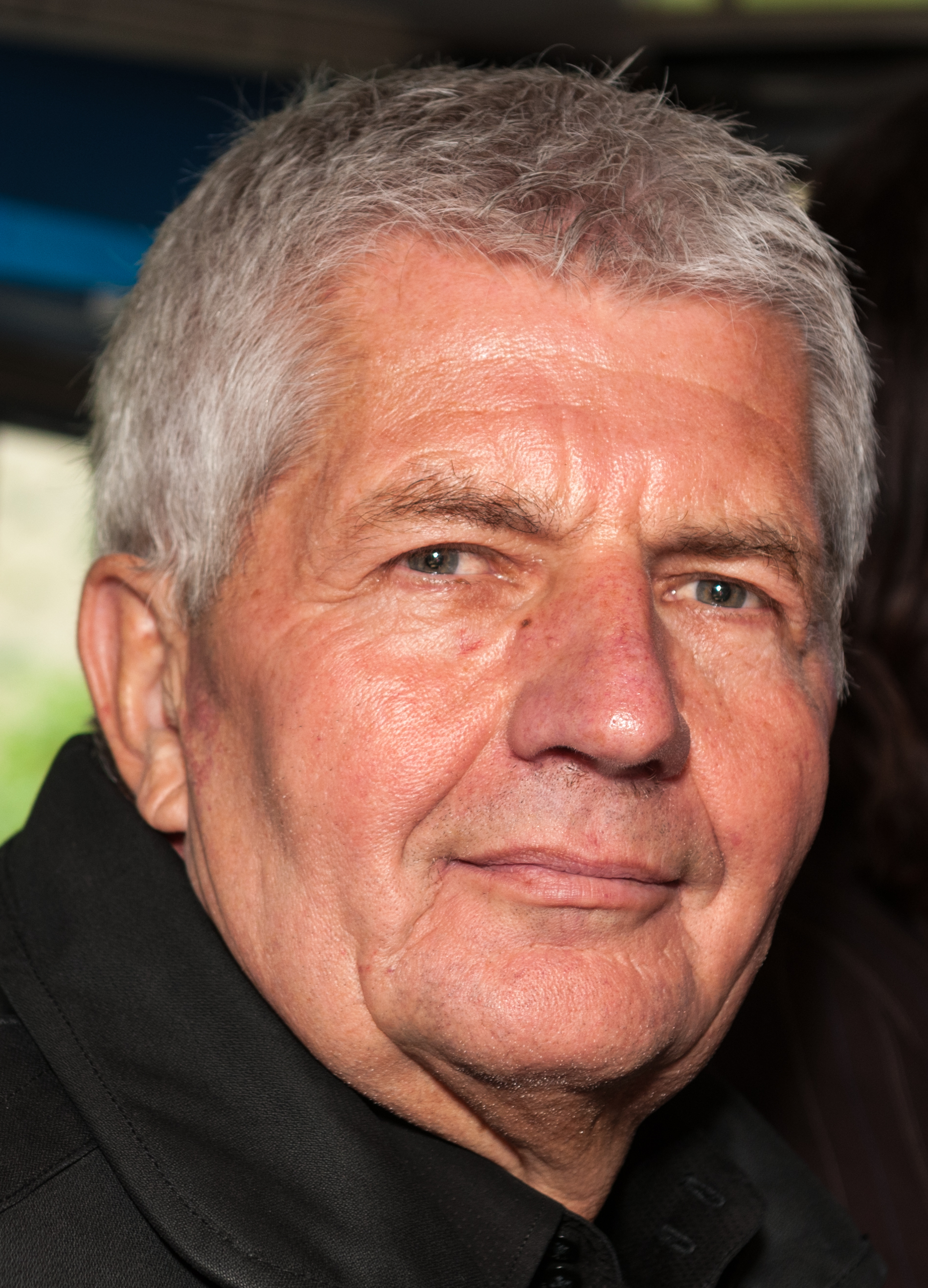
Roland Jahn in 2017

Roland Jahn (Jena, 14 juli 1953) is een Duits journalist, en directeur van de Bundesbeauftragte für die Stasi-Unterlagen (BStU), die de archieven beheert van de voormalige Oost-Duitse geheime dienst Stasi. Jahn nam de functie over van Marianne Birthler op 14 maart 2011. Bij zijn aanstelling ontstond meteen een controverse: Jahn kondigde aan dat oud-Stasimedewerkers niet meer in de archieven mochten werken.

## Burgerrechtenactivist
De van oorsprong Oost-Duitse Jahn werd in 1983 door de Stasi de DDR uitgezet, vanwege zijn kritische uitlatingen tegenover het regime. Jahns protest begon in 1977, toen de zanger Wolf Biermann na een optreden in het West-Duitse Keulen de DDR niet meer in mocht. Het protest van Jahn radicaliseerde toen een vriend van hem, Matthias Domasck, in een Stasi-gevangenis overleed. In 1982 wordt hij zes maanden vastgehouden in een Stasi-cel. Hij werd veroordeeld tot twintig maanden cel, maar kwam door internationaal protest na een half jaar weer vrij.
Eenmaal in West-Berlijn zette Jahn zijn strijd tegen het Oost-Duitse regime voort als journalist. Hij smokkelde camera's naar en filmmateriaal uit de DDR. Jahn zorgde ervoor dat die beelden te zien waren op de West-Duitse tv, die ook in Oost-Duitsland te ontvangen was.
Vlak na de val van de Muur, in november 1989, was Jahn er als verslaggever voor de ARD bij toen de archieven van de Oost-Duitse geheime dienst voor het eerst werden geopend voor niet-Stasi leden. De Stasi-gebouwen werden bezet door Oost-Duitse burgerrechtenactivisten die wilden voorkomen dat oud-Stasimedewerkers materiaal zouden laten verdwijnen. Ondanks de bezetting wisten de medewerkers duizenden documenten te vernietigen. Jahn wist dat op film vast te leggen.
Jahn was een van de eersten die zijn Stasi-dossier inzag. Zelfs in West-Berlijn bleek de geheime dienst nog heel dichtbij te kunnen komen. Een goede vriend van hem speelde persoonlijke gesprekken door naar de Stasi. In zijn dossier vond Jahn ook een plattegrond van zijn woning en een beschrijving van de route die zijn 8-jarige dochter elke dag naar school liep.

## Stasi-archieven
Op 14 maart 2011 werd Jahn beheerder van de Stasi-archieven. Hij is na Marianne Birthler en Joachim Gauck de derde die deze functie vervult. Direct bij zijn aantreden veroorzaakte hij een controverse. Hij wilde niet dat er nog langer oud-Stasimedewerkers bij het archief werken. 'Een klap in het gezicht van de slachtoffers', noemde Jahn het, dat er nog altijd oudgedienden van de Oost-Duitse geheime dienst werkzaam zijn bij de archieven. In oktober 2011 nam de Bondsdag een wet aan die gedwongen overplaatsing van ex-werknemers toestaat.